# Diphylleia sinensis
Diphylleia sinensis là một loài thực vật có hoa trong họ Hoàng mộc. Loài này được H.L.Li mô tả khoa học đầu tiên năm 1947.